# Discografia dei singoli di Céline Dion

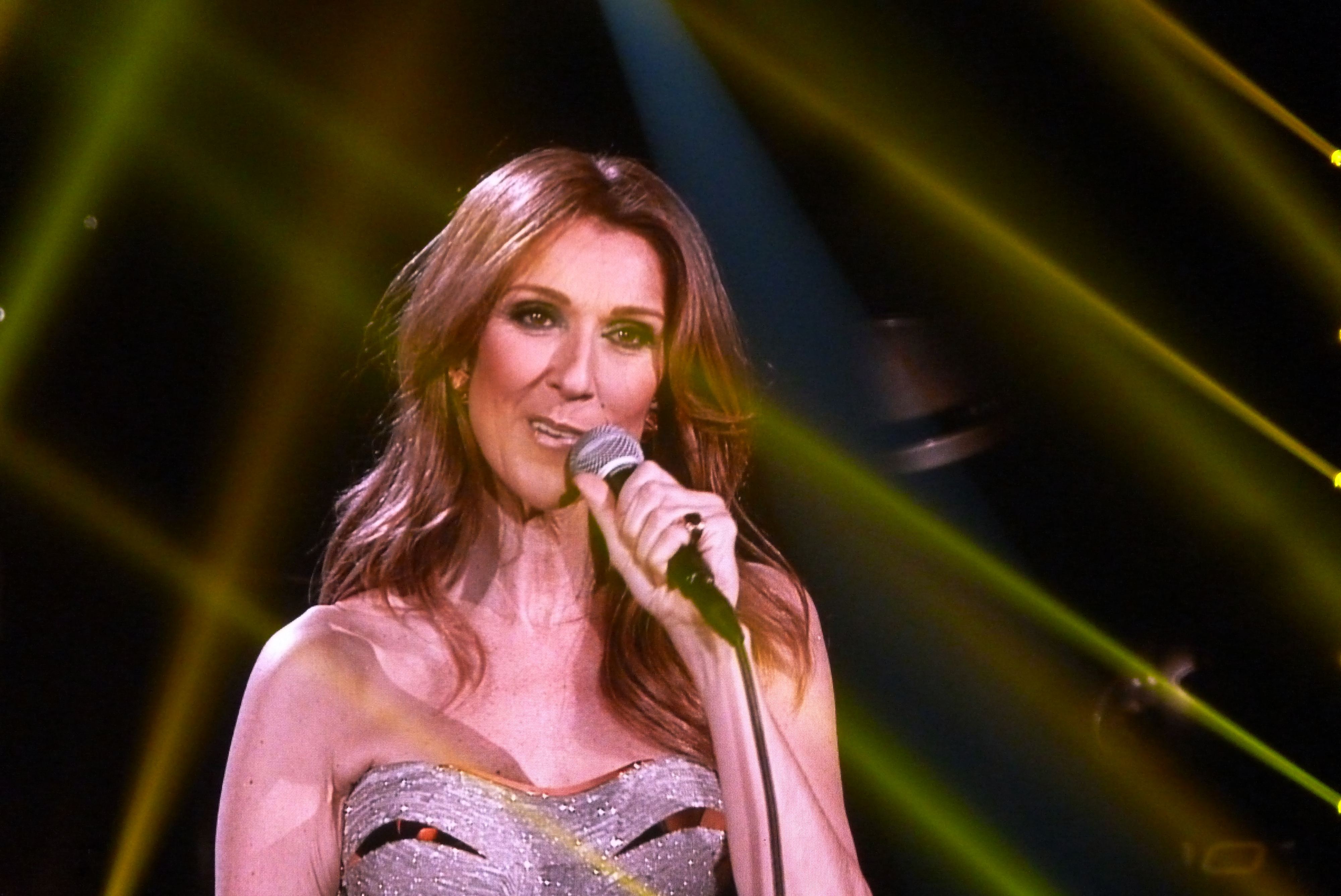
Céline Dion durante un concerto nel 2013

La discografia dei singoli di Céline Dion comprende la pubblicazione di 153 brani.
A dodici anni, la Dion collaborò con sua madre e suo fratello Jacques per comporre la sua prima canzone Ce n'était qu'un rêve, uscita come singolo in Québec, Canada, nel 1981. Durante gli anni '80, Céline superò la classifica québecchese con sei dei suoi singoli, tra cui D'amour ou d'amitié, Mon ami m'a quittée e quattro brani dell'album Incognito. Nel 1985, Une colombe vinse due Félix Awards come Canzone dell'anno e Singolo più venduto dell'anno. Sia D'amour ou d'amitié che Une colombe furono certificati disco d'oro in Canada. Altrove, Tellement j'ai d'amour pour toi vinse il Best Song Award al World Popular Song Festival in Giappone nel 1982, mentre nell'83 Céline Dion divenne la prima artista canadese in assoluto a ricevere un disco d'oro in Francia grazie al successo del singolo D'amour ou d'amitié. Ulteriori successi in Europa arrivarono dopo la vittoria all'Eurovision Song Contest del 1988, dove rappresentò la Svizzera con la canzone Ne partez pas sans moi.
Nel 1990, Céline Dion fece il suo debutto nel mercato americano con Unison. L'album includeva Where Does My Heart Beat Now, che fu il suo primo singolo a raggiungere la top ten nella Billboard Hot 100, raggiungendo la posizione numero quattro. Nel 1991, la Dion duettò con Peabo Bryson nella canzone Beauty and the Beast, tema della colonna sonora del film d'animazione Disney, La bella e la bestia. Con questo nuovo singolo la Dion entrò per la seconda volta nella top ten della Billboard Hot 100, e per la prima volta nella top ten dei singoli più venduti nel Regno Unito. La canzone vinse l'Academy Award alla migliore canzone originale, oltre al Grammy Award alla miglior interpretazione vocale di un duo o gruppo. Il singolo successivo, If You Asked Me To, raggiunse la quarta posizione della Billboard Hot 100 e la prima posizione in Canada. Uscito alla fine del 1993, The Color of My Love includeva il singolo The Power of Love, singolo di successo che entrò nelle top ten di mezza Europa e raggiunse il primo posto negli Stati Uniti, in Australia e in Canada. Negli USA, la canzone fu certificata disco di platino e vendette 1,5 milioni di copie. Un altro singolo promozionale del nuovo album, Think Twice, ebbe un ulteriore successo, questa volta nel Regno Unito, dove raggiunse la prima posizione della Official Singles Chart rimanendovi per sette settimane e vendendo oltre 1,4 milioni di copie. La canzone divenne il quarto singolo ad aver venduto più di un milione di copie nel Regno Unito da parte di un'artista femminile. Think Twice ebbe successo anche in altri paesi europei, tra cui Belgio, Danimarca, Irlanda, Paesi Bassi, Norvegia e Svezia.
Mantenendo le sue radici francesi, la Dion ha continuato a pubblicare registrazioni in francese, intervallandole tra ogni album in lingua inglese. Dopo Dion chante Plamondon, pubblicato nel 1991, fu la volta di D'eux, nel 1995, il quale conteneva un brano che ottenne un enorme successo, Pour que tu m'aimes encore. Il singolo raggiunse la posizione numero uno delle classifiche in Francia, rimanendo al vertice per dodici settimane e vendendo un milione di copie. Pour que tu m'aimes encore fu in testa alle classifiche dei paesi francofoni e raggiunse la top ten anche nel Regno Unito, Irlanda, Paesi Bassi e Svezia. Anche il singolo successivo, Je sais pas, raggiunse la numero uno in Francia e Belgio. Nel 1995, Céline Dion pubblicò To Love You More in Giappone, dove raggiunse la prima posizione dei singoli più venduti nel Paese del Sol Levante e dove vendette 1,5 milioni di copie. Di conseguenza, divenne la prima artista non giapponese in dodici anni a conquistare un successo numero uno nella classifica Oricon Singles Chart.
Pubblicato nel 1996, Falling into You sfornò il singolo di successo, entrato nella classifica statunitense, canadese e australiana, Because You Loved Me, canzone che vendette oltre due milioni di copie solo negli Stati Uniti affermandosi come il più grande successo di Billboard Hot 100. Tra gli altri singoli dell'album ci sono It's All Coming Back to Me Now e All by Myself, entrambi raggiunsero la top five della Billboard Hot 100. It's All Coming Back to Me Now divenne il terzo disco di platino della Dion ottenuto negli Stati Uniti, con vendite di 1,6 milioni di copie. Nel 1997, Céline pubblicò la canzone di maggior successo in assoluto della sua carriera, My Heart Will Go On. Servendo come tema d'amore per la colonna sonora del film campione d'incassi del 1997, Titanic (incluso anche nell'album del 1997, Let's Talk About Love), il singolo fu in cima alle classifiche di tutto il mondo, diventando la canzone simbolo della cantante canadese. My Heart Will Go On vinse l'Academy Award per la migliore canzone originale, e permise alla Dion di vincere altri Grammy Award tra i quali uno per la Migliore performance pop vocale femminile e uno per la Registrazione dell'anno; il più ambito premio dei Grammy Award. My Heart Will Go On ottenne dischi di diamante, multi-platino e oro in tutto il mondo restando il singolo più venduto da Céline Dion e uno dei singoli più venduti di tutti i tempi, con un fatturato globale di oltre quindici milioni di copie, di cui 2 milioni in Germania, 1,8 milioni negli Stati Uniti, 1,5 milioni nel Regno Unito e 1,2 milioni di copie in Francia. Con Think Twice e My Heart Will Go On, la Dion divenne la prima artista femminile ad aver venduto più di un milione di copie di due singoli nel Regno Unito. La Dion ancora oggi è una delle più grandi artiste femminili di tutti i tempi ad aver venduto più singoli nel Regno Unito.
Nel 1998, Céline Dion pubblicò un altro album in lingua francese, S'il suffisait d'aimer, e il suo primo album natalizio in lingua inglese, These Are Special Times. Quest'ultimo fu promosso dal singolo I'm Your Angel, un duetto con R. Kelly, diventato il quarto successo numero uno nella Billboard Hot 100 della Dion e il suo quarto singolo ad aver ottenuto un disco di platino negli Stati Uniti. Uscito nel 1999, All the Way... A Decade of Song includeva, oltre a tutti successi della cantante ottenuti nel decennio degli anni '90, anche il singolo That's the Way It Is, canzone che raggiunse la numero sei nella Billboard Hot 100 e le top ten di tutto il mondo. Dopo una pausa di due anni, Céline Dion appare nel brano di Garou, Sous le vent. Questo duetto raggiunse la numero uno nei paesi francofoni e fu certificato disco di diamante in Francia. Nel 2002, la Dion pubblicò l'album A New Day Has Come. Il primo singolo fu la title track che raggiunse la numero ventidue nella Billboard Hot 100, e trascorse ventuno settimane consecutive alla numero uno della Billboard Hot Adult Contemporary Tracks, battendo il record di presenza più lunga in cima alla classifica. Il precedente detentore del record fu la stessa Dion con Because You Loved Me, che durò diciannove settimane alla numero uno. Céline Dion registrò 87 settimane in cima alla classifica Hot Adult Contemporary Tracks, più di qualsiasi altro artista. Nel 2007, il singolo Taking Chances divenne il decimo miglior successo ad entrare nella Hot Adult Contemporary Tracks, con ventuno numeri uno negli ultimi due decenni. La Dion vanta anche il maggior numero di entrate nella classifica Hot Adult Contemporary Tracks (42 entrate). La sua ultima entrata nella Hot Adult Contemporary Tracks è stato il singolo Ashes, canzone della colonna sonora del film Deadpool 2.

## Anni 80
| Anno | Titolo del singolo              | Posizioni massime in classifica | Posizioni massime in classifica | Posizioni massime in classifica | Posizioni massime in classifica | Posizioni massime in classifica | Posizioni massime in classifica | Posizioni massime in classifica | Posizioni massime in classifica | Posizioni massime in classifica | Posizioni massime in classifica | Posizioni massime in classifica | Posizioni massime in classifica | Posizioni massime in classifica | Posizioni massime in classifica | Posizioni massime in classifica | Certificazioni               | Album di provenienza      |
| Anno | Titolo del singolo              | AUS                             | BEL (VLG)                       | BEL (WAL)                       | CAN                             | CAN (A.C.)                      | FRA                             | GER                             | ITA                             | JPN                             | NLD                             | QC                              | SWI                             | UK                              | USA                             | USA (A.C.)                      | Certificazioni               | Album di provenienza      |
| --- | ------------------------------- | ------------------------------- | ------------------------------- | ------------------------------- | ------------------------------- | ------------------------------- | ------------------------------- | ------------------------------- | ------------------------------- | ------------------------------- | ------------------------------- | ------------------------------- | ------------------------------- | ------------------------------- | ------------------------------- | ------------------------------- | ---------------------------- | ------------------------- |
| 1981 | Ce n'était qu'un rêve           | —                               | —                               | —                               | —                               | —                               | —                               | —                               | —                               | —                               | —                               | 14                              | —                               | —                               | —                               | —                               |                              | La voix du Bon Dieu       |
| 1981 | La voix du bon Dieu             | —                               | —                               | —                               | —                               | —                               | —                               | —                               | —                               | —                               | —                               | 11                              | —                               | —                               | —                               | —                               |                              | La voix du Bon Dieu       |
| 1982 | L'amour viendra                 | —                               | —                               | —                               | —                               | —                               | —                               | —                               | —                               | —                               | —                               | —                               | —                               | —                               | —                               | —                               |                              | La voix du Bon Dieu       |
| 1982 | Tellement j'ai d'amour pour toi | —                               | —                               | —                               | —                               | —                               | —                               | —                               | —                               | —                               | —                               | 3                               | —                               | —                               | —                               | —                               |                              | Tellement j'ai d'amour... |
| 1982 | D'amour ou d'amitié             | —                               | —                               | —                               | —                               | —                               | 5                               | —                               | —                               | —                               | —                               | 1                               | —                               | —                               | —                               | —                               | - Canada: Oro - Francia: Oro | Tellement j'ai d'amour... |
| 1983 | Mon ami m'a quittée             | —                               | —                               | —                               | —                               | —                               | —                               | —                               | —                               | —                               | —                               | 1                               | —                               | —                               | —                               | —                               |                              | Les chemins de ma maison  |
| 1983 | Un enfant                       | —                               | —                               | —                               | —                               | —                               | —                               | —                               | —                               | —                               | —                               | —                               | —                               | —                               | —                               | —                               |                              | Chants et contes de Noël  |
| 1984 | Ne me plaignez pas              | —                               | —                               | —                               | —                               | —                               | —                               | —                               | —                               | —                               | —                               | —                               | —                               | —                               | —                               | —                               |                              | Les chemins de ma maison  |
| 1984 | Une colombe                     | —                               | —                               | —                               | —                               | —                               | —                               | —                               | —                               | —                               | —                               | 2                               | —                               | —                               | —                               | —                               | - Canada: Oro                | Mélanie                   |
| 1984 | Mon rêve de toujours            | —                               | —                               | —                               | —                               | —                               | —                               | —                               | —                               | —                               | —                               | 4                               | —                               | —                               | —                               | —                               |                              | Mélanie                   |
| 1984 | Un amour pour moi               | —                               | —                               | —                               | —                               | —                               | —                               | —                               | —                               | —                               | —                               | —                               | —                               | —                               | —                               | —                               |                              | Mélanie                   |
| 1985 | C'est pour toi                  | —                               | —                               | —                               | —                               | —                               | —                               | —                               | —                               | —                               | —                               | 3                               | —                               | —                               | —                               | —                               |                              | C'est pour toi            |
| 1985 | C'est pour vivre                | —                               | —                               | —                               | —                               | —                               | —                               | —                               | —                               | —                               | —                               | —                               | —                               | —                               | —                               | —                               |                              | C'est pour toi            |
| 1986 | Billy                           | —                               | —                               | —                               | —                               | —                               | —                               | —                               | —                               | —                               | —                               | —                               | —                               | —                               | —                               | —                               |                              | Singoli non promozionali  |
| 1986 | L'univers a besoin d'amour      | —                               | —                               | —                               | —                               | —                               | —                               | —                               | —                               | —                               | —                               | —                               | —                               | —                               | —                               | —                               |                              | Singoli non promozionali  |
| 1986 | Fais ce que tu voudras          | —                               | —                               | —                               | —                               | —                               | —                               | —                               | —                               | —                               | —                               | 36                              | —                               | —                               | —                               | —                               |                              | Les chansons en or        |
| 1987 | Je ne veux pas                  | —                               | —                               | —                               | —                               | —                               | —                               | —                               | —                               | —                               | —                               | —                               | —                               | —                               | —                               | —                               |                              | Singolo non promozionale  |
| 1987 | On traverse un miroir           | —                               | —                               | —                               | —                               | —                               | —                               | —                               | —                               | —                               | —                               | 2                               | —                               | —                               | —                               | —                               |                              | Incognito                 |
| 1987 | Incognito                       | —                               | —                               | —                               | —                               | —                               | —                               | —                               | —                               | —                               | —                               | 1                               | —                               | —                               | —                               | —                               |                              | Incognito                 |
| 1987 | Lolita (trop jeune pour aimer)  | —                               | —                               | —                               | —                               | —                               | —                               | —                               | —                               | —                               | —                               | 1                               | —                               | —                               | —                               | —                               |                              | Incognito                 |
| 1988 | La religieuse                   | —                               | —                               | —                               | —                               | —                               | —                               | —                               | —                               | —                               | —                               | —                               | —                               | —                               | —                               | —                               |                              | Singolo non promozionale  |
| 1988 | Comme un cœur froid             | —                               | —                               | —                               | —                               | —                               | —                               | —                               | —                               | —                               | —                               | 1                               | —                               | —                               | —                               | —                               |                              | Incognito                 |
| 1988 | Ne partez pas sans moi          | —                               | —                               | —                               | —                               | —                               | —                               | —                               | —                               | —                               | —                               | —                               | —                               | —                               | —                               | —                               |                              | The Best of Céline Dion   |
| 1988 | Délivre-moi                     | —                               | —                               | —                               | —                               | —                               | —                               | —                               | —                               | —                               | —                               | 4                               | —                               | —                               | —                               | —                               |                              | Incognito                 |
| 1988 | D'abord, c'est quoi l'amour     | —                               | —                               | —                               | —                               | —                               | —                               | —                               | —                               | —                               | —                               | 1                               | —                               | —                               | —                               | —                               |                              | Incognito                 |
| 1988 | Jours de fièvre                 | —                               | —                               | —                               | —                               | —                               | —                               | —                               | —                               | —                               | —                               | —                               | —                               | —                               | —                               | —                               |                              | Incognito                 |
| Il simbolo "—" denota che la traccia non è stata presente in classifica, oppure non è stata distribuita nel paese contrassegnato. |                                 |                                 |                                 |                                 |                                 |                                 |                                 |                                 |                                 |                                 |                                 |                                 |                                 |                                 |                                 |                                 |                              |                           |

Note
- I singoli non promozionali sono brani usciti come singoli che non sono stati tratti da alcun album da promuovere. Alcuni di questi, dopo la loro pubblicazione, sono stati inseriti in compilation o in altri album successivi.

## Anni 90
| Anno | Titolo del singolo                               | Posizioni massime in classifica | Posizioni massime in classifica | Posizioni massime in classifica | Posizioni massime in classifica | Posizioni massime in classifica | Posizioni massime in classifica | Posizioni massime in classifica | Posizioni massime in classifica | Posizioni massime in classifica | Posizioni massime in classifica | Posizioni massime in classifica | Posizioni massime in classifica | Posizioni massime in classifica | Posizioni massime in classifica | Posizioni massime in classifica | Certificazioni | Album di provenienza            |
| Anno | Titolo del singolo                               | AUS                             | BEL (VLG)                       | BEL (WAL)                       | CAN                             | CAN (A.C.)                      | FRA                             | GER                             | ITA                             | JPN                             | NLD                             | QC                              | SWI                             | UK                              | USA                             | USA (A.C.)                      | Certificazioni | Album di provenienza            |
| --- | ------------------------------------------------ | ------------------------------- | ------------------------------- | ------------------------------- | ------------------------------- | ------------------------------- | ------------------------------- | ------------------------------- | ------------------------------- | ------------------------------- | ------------------------------- | ------------------------------- | ------------------------------- | ------------------------------- | ------------------------------- | ------------------------------- | --- | ------------------------------- |
| 1990 | (If There Was) Any Other Way                     | —                               | —                               | —                               | 23                              | 12                              | —                               | —                               | —                               | —                               | —                               | —                               | —                               | —                               | 35                              | 8                               | | Unison                          |
| 1990 | Unison                                           | —                               | —                               | —                               | 38                              | 7                               | —                               | —                               | —                               | —                               | —                               | —                               | —                               | —                               | —                               | —                               | | Unison                          |
| 1990 | Where Does My Heart Beat Now                     | —                               | —                               | —                               | 6                               | 1                               | 20                              | —                               | —                               | —                               | 24                              | —                               | —                               | 72                              | 4                               | 2                               | | Unison                          |
| 1991 | The Last to Know                                 | —                               | —                               | —                               | 16                              | 7                               | —                               | —                               | —                               | —                               | —                               | —                               | —                               | —                               | —                               | 22                              | | Unison                          |
| 1991 | Have a Heart                                     | —                               | —                               | —                               | 26                              | 4                               | —                               | —                               | —                               | —                               | —                               | —                               | —                               | —                               | —                               | —                               | | Unison                          |
| 1991 | Des mots qui sonnent                             | —                               | —                               | —                               | —                               | —                               | —                               | —                               | —                               | —                               | —                               | 10                              | —                               | —                               | —                               | —                               | | Dion chante Plamondon           |
| 1991 | L'amour existe encore                            | —                               | —                               | —                               | —                               | —                               | 31                              | —                               | —                               | —                               | —                               | 16                              | —                               | —                               | —                               | —                               | | Dion chante Plamondon           |
| 1991 | Beauty and the Beast con Peabo Bryson            | 7                               | 36                              | —                               | 2                               | 1                               | —                               | —                               | —                               | 67                              | 18                              | —                               | —                               | 9                               | 9                               | 3                               | - Giappone: Platino - Stati Uniti: Oro | Céline Dion                     |
| 1991 | Je danse dans ma tête                            | —                               | —                               | —                               | —                               | —                               | —                               | —                               | —                               | —                               | —                               | 3                               | —                               | —                               | —                               | —                               | | Dion chante Plamondon           |
| 1992 | If You Asked Me To                               | —                               | —                               | —                               | 1                               | 1                               | —                               | —                               | —                               | —                               | 27                              | —                               | —                               | 57                              | 4                               | 1                               | | Céline Dion                     |
| 1992 | Nothing Broken but My Heart                      | —                               | —                               | —                               | 3                               | 1                               | —                               | —                               | —                               | —                               | —                               | —                               | —                               | —                               | 29                              | 1                               | | Céline Dion                     |
| 1992 | Quelqu'un que j'aime, quelqu'un qui m'aime       | —                               | —                               | —                               | —                               | —                               | —                               | —                               | —                               | —                               | —                               | 1                               | —                               | —                               | —                               | —                               | | Dion chante Plamondon           |
| 1992 | Love Can Move Mountains                          | —                               | —                               | —                               | 2                               | 1                               | —                               | 61                              | —                               | —                               | —                               | —                               | —                               | 46                              | 36                              | 8                               | | Céline Dion                     |
| 1993 | Water from the Moon                              | —                               | —                               | —                               | 7                               | 3                               | —                               | —                               | —                               | —                               | —                               | —                               | —                               | —                               | —                               | 11                              | | Céline Dion                     |
| 1993 | Un garçon pas comme les autres (Ziggy)           | —                               | —                               | —                               | —                               | —                               | —                               | —                               | —                               | 2                               | —                               | —                               | —                               | —                               | —                               | —                               | - Francia: Oro | Dion chante Plamondon           |
| 1993 | Did You Give Enough Love                         | —                               | —                               | —                               | 17                              | 23                              | —                               | —                               | —                               | —                               | —                               | —                               | —                               | —                               | —                               | —                               | | Céline Dion                     |
| 1993 | When I Fall in Love con Clive Griffin            | —                               | —                               | —                               | 21                              | 2                               | —                               | —                               | —                               | —                               | 22                              | —                               | —                               | —                               | 23                              | 6                               | | The Colour of My Love           |
| 1993 | The Power of Love                                | 1                               | 5                               | —                               | 1                               | 1                               | 3                               | 57                              | —                               | —                               | 18                              | —                               | —                               | 4                               | 1                               | 1                               | - Franciaː Argento - Regno Unitoː Argento - Stati Unitiː Platino | The Colour of My Love           |
| 1994 | Misled                                           | 55                              | —                               | —                               | 4                               | 2                               | —                               | 83                              | —                               | —                               | —                               | —                               | —                               | 15                              | 23                              | 15                              | | The Colour of My Love           |
| 1994 | Think Twice                                      | 2                               | 1                               | 10                              | 13                              | 3                               | —                               | 19                              | —                               | —                               | 1                               | —                               | 6                               | 1                               | 95                              | 21                              | - Australia: Platino - Belgio: Oro - Paesi Bassi: Oro - Regno Unito: Platino | The Colour of My Love           |
| 1994 | Only One Road                                    | 23                              | 17                              | 19                              | 15                              | 1                               | —                               | —                               | —                               | —                               | 4                               | —                               | —                               | 8                               | 93                              | 27                              | | The Colour of My Love           |
| 1994 | Calling You                                      | —                               | —                               | —                               | —                               | —                               | 75                              | —                               | —                               | —                               | —                               | —                               | —                               | —                               | —                               | —                               | | À l'Olympia                     |
| 1995 | Pour que tu m'aimes encore                       | —                               | 2                               | 1                               | —                               | —                               | 1                               | 39                              | —                               | —                               | 3                               | 1                               | 17                              | 7                               | —                               | —                               | - Belgio: Platino - Francia: Platino | D'eux                           |
| 1995 | Je sais pas                                      | —                               | 39                              | 1                               | —                               | —                               | 1                               | —                               | —                               | —                               | 34                              | 1                               | —                               | —                               | —                               | —                               | - Belgio: Oro - Francia: Argento | D'eux                           |
| 1995 | Next Plane Out                                   | 61                              | —                               | —                               | —                               | —                               | —                               | —                               | —                               | —                               | —                               | —                               | —                               | —                               | —                               | —                               | | The Colour of My Love           |
| 1995 | To Love You More                                 | —                               | —                               | —                               | 9                               | 1                               | —                               | —                               | —                               | 1                               | —                               | 4                               | —                               | —                               | —                               | 1                               | - Giappone: Million | The Colour of My Love           |
| 1995 | Just Walk Away                                   | —                               | —                               | —                               | —                               | —                               | —                               | —                               | —                               | —                               | —                               | —                               | —                               | —                               | —                               | —                               | | The Colour of My Love           |
| 1996 | Destin                                           | —                               | —                               | —                               | —                               | —                               | —                               | —                               | —                               | —                               | —                               | —                               | —                               | —                               | —                               | —                               | | D'eux                           |
| 1996 | Le ballet                                        | —                               | —                               | —                               | —                               | —                               | —                               | —                               | —                               | —                               | —                               | —                               | —                               | —                               | —                               | —                               | | D'eux                           |
| 1996 | Because You Loved Me                             | 1                               | 5                               | 12                              | 2                               | 1                               | 19                              | 13                              | —                               | —                               | 4                               | —                               | 3                               | 5                               | 1                               | 1                               | - Australia: 2x Platino - Germania: Oro - Regno Unito: Platino - Stati Uniti: Platino | Falling into You                |
| 1996 | Falling into You                                 | 12                              | 20                              | 11                              | —                               | —                               | 11                              | 71                              | 19                              | —                               | 21                              | —                               | 19                              | 10                              | —                               | —                               | | Falling into You                |
| 1996 | J'irai où tu iras                                | —                               | —                               | —                               | —                               | —                               | —                               | —                               | —                               | —                               | —                               | —                               | —                               | —                               | —                               | —                               | | D'eux                           |
| 1996 | It's All Coming Back to Me Now                   | 8                               | 1                               | 10                              | 1                               | 1                               | 13                              | 62                              | —                               | —                               | 4                               | —                               | —                               | 3                               | 2                               | 1                               | - Australia: Oro - Belgio: Oro - Nuova Zelanda: Oro - Regno Unito: Oro - Stati Uniti: Platino | Falling into You                |
| 1996 | The Power of the Dream                           | —                               | —                               | —                               | —                               | —                               | —                               | —                               | —                               | 30                              | —                               | —                               | —                               | —                               | —                               | —                               | - Giappone: Oro | Falling into You                |
| 1996 | All by Myself                                    | 38                              | 14                              | 7                               | 7                               | 1                               | 5                               | 55                              | —                               | —                               | 35                              | —                               | 36                              | 6                               | 4                               | 1                               | - Francia: Argento - Regno Unito: Argento - Stati Uniti: Oro | Falling into You                |
| 1996 | Les derniers seront les premiers                 | —                               | —                               | —                               | —                               | —                               | —                               | —                               | —                               | —                               | —                               | —                               | —                               | —                               | —                               | —                               | | Live à Paris                    |
| 1997 | Call the Man                                     | —                               | 45                              | 26                              | —                               | —                               | —                               | —                               | —                               | —                               | 5                               | —                               | —                               | 11                              | —                               | —                               | | Falling into You                |
| 1997 | J'attendais                                      | —                               | —                               | 22                              | —                               | —                               | 46                              | —                               | —                               | —                               | —                               | —                               | —                               | —                               | —                               | —                               | | Live à Paris                    |
| 1997 | Make You Happy                                   | —                               | —                               | —                               | —                               | —                               | —                               | —                               | —                               | —                               | —                               | —                               | —                               | —                               | —                               | —                               | | Falling into You                |
| 1997 | Dreamin' of You                                  | —                               | —                               | —                               | —                               | —                               | —                               | —                               | —                               | —                               | —                               | —                               | —                               | —                               | —                               | —                               | | Falling into You                |
| 1997 | Tell Him con Barbra Streisand                    | 9                               | 3                               | 3                               | 47                              | 1                               | 4                               | 25                              | 11                              | —                               | 1                               | 1                               | 4                               | 3                               | 58                              | 5                               | - Australia: Oro - Belgio: Platino - Francia: Oro - Norvegia: Oro - Paesi Bassi: Platino - Regno Unito: Oro - Svizzera: Oro | Let's Talk About Love           |
| 1997 | Be the Man                                       | —                               | —                               | —                               | —                               | —                               | —                               | —                               | —                               | 24                              | —                               | —                               | —                               | —                               | —                               | —                               | - Giappone: Platino | Let's Talk About Love           |
| 1997 | The Reason                                       | —                               | 14                              | —                               | —                               | —                               | —                               | —                               | —                               | —                               | —                               | —                               | —                               | 11                              | —                               | —                               | | Let's Talk About Love           |
| 1997 | My Heart Will Go On                              | 1                               | 1                               | 1                               | 1                               | 1                               | 1                               | 1                               | 1                               | 34                              | 1                               | 1                               | 1                               | 1                               | 1                               | 1                               | - Austriaː Oro - Australiaː 2x Platino - Belgioː 3x Platino - Danimarcaː Oro - Franciaː Diamante - Germaniaː 4x Platino - Giapponeː 2x Platino - Messicoː Oro - Norvegiaː Platino - Paesi Bassiː 2x Platino - Regno Unitoː 3x Platino - Stati Unitiː Oro - Sveziaː 2x Platino - Svizzeraː 2x Platino | Let's Talk About Love           |
| 1998 | Immortality con Bee Gees                         | 38                              | 48                              | 15                              | 28                              | 1                               | 15                              | 2                               | —                               | —                               | 28                              | 4                               | 8                               | 5                               | —                               | —                               | - Francia: Argento - Germania: Platino - Regno Unito: Argento - Svezia: Oro | Let's Talk About Love           |
| 1998 | Zora sourit                                      | —                               | 48                              | 12                              | —                               | —                               | 20                              | —                               | —                               | —                               | 27                              | 1                               | 25                              | —                               | —                               | —                               | - Belgioː Oro[7] - Franciaː Argento[8] | S'il suffisait d'aimer          |
| 1998 | When I Need You                                  | —                               | —                               | —                               | —                               | —                               | —                               | —                               | —                               | —                               | —                               | —                               | —                               | —                               | —                               | —                               | | Let's Talk About Love           |
| 1998 | I Hate You Then I Love You con Luciano Pavarotti | —                               | —                               | —                               | —                               | —                               | —                               | —                               | —                               | —                               | —                               | —                               | —                               | —                               | —                               | —                               | | Let's Talk About Love           |
| 1998 | Miles to Go (Before I Sleep)                     | —                               | —                               | —                               | —                               | 17                              | —                               | —                               | —                               | —                               | —                               | —                               | —                               | —                               | —                               | —                               | | Let's Talk About Love           |
| 1998 | I'm Your Angel con R. Kelly                      | 31                              | 26                              | 33                              | 11                              | 1                               | 97                              | 14                              | —                               | —                               | 8                               | 5                               | 7                               | 3                               | 1                               | 1                               | - Australiaː Oro - Regno Unitoː Argento - Stati Unitiː Platino | These Are Special Times         |
| 1998 | S'il suffisait d'aimer                           | —                               | 16                              | 6                               | —                               | —                               | 4                               | —                               | —                               | —                               | —                               | 5                               | —                               | —                               | —                               | —                               | - Franciaː Oro | S'il suffisait d'aimer          |
| 1999 | On ne change pas                                 | —                               | —                               | —                               | —                               | —                               | —                               | —                               | —                               | —                               | —                               | —                               | —                               | —                               | —                               | —                               | | S'il suffisait d'aimer          |
| 1999 | The Prayer con Andrea Bocelli                    | —                               | —                               | —                               | —                               | 6                               | —                               | —                               | —                               | —                               | —                               | —                               | —                               | —                               | —                               | 22                              | | These Are Special Times         |
| 1999 | Treat Her Like a Lady con Diana King             | —                               | —                               | —                               | —                               | —                               | —                               | 64                              | —                               | —                               | 12                              | 9                               | —                               | 31                              | —                               | —                               | | Let's Talk About Love           |
| 1999 | En attendant ses pas                             | —                               | —                               | 10                              | —                               | —                               | 6                               | —                               | —                               | —                               | —                               | 1                               | —                               | —                               | —                               | —                               | | S'il suffisait d'aimer          |
| 1999 | Je crois toi                                     | —                               | —                               | —                               | —                               | —                               | —                               | —                               | —                               | —                               | —                               | —                               | —                               | —                               | —                               | —                               | | S'il suffisait d'aimer          |
| 1999 | Dans un autre monde                              | —                               | —                               | 7                               | —                               | —                               | —                               | —                               | —                               | —                               | —                               | 49                              | —                               | —                               | —                               | —                               | | S'il suffisait d'aimer          |
| 1999 | That's the Way It Is                             | 14                              | 17                              | 7                               | 5                               | 1                               | 6                               | 8                               | 3                               | —                               | 7                               | 1                               | 5                               | 12                              | 6                               | 1                               | - Australia: Oro - Francia: Argento - Germania: Oro - Svezia: Platino | All the Way... A Decade of Song |
| 1999 | Then You Look at Me                              | —                               | —                               | —                               | —                               | —                               | —                               | —                               | —                               | —                               | —                               | —                               | —                               | —                               | —                               | —                               | | All the Way... A Decade of Song |
| Il simbolo "—" denota che la traccia non è stata presente in classifica, oppure non è stata distribuita nel paese contrassegnato. |                                                  |                                 |                                 |                                 |                                 |                                 |                                 |                                 |                                 |                                 |                                 |                                 |                                 |                                 |                                 |                                 | |                                 |

## Anni 2000
| Anno | Titolo del singolo                               | Posizioni massime in classifica | Posizioni massime in classifica | Posizioni massime in classifica | Posizioni massime in classifica | Posizioni massime in classifica | Posizioni massime in classifica | Posizioni massime in classifica | Posizioni massime in classifica | Posizioni massime in classifica | Posizioni massime in classifica | Posizioni massime in classifica | Posizioni massime in classifica | Posizioni massime in classifica | Posizioni massime in classifica | Posizioni massime in classifica | Certificazioni                                                             | Album di provenienza            |
| Anno | Titolo del singolo                               | AUS                             | BEL (VLG)                       | BEL (WAL)                       | CAN                             | CAN (A.C.)                      | FRA                             | GER                             | ITA                             | JPN                             | NLD                             | QC                              | SWI                             | UK                              | USA                             | USA (A.C.)                      | Certificazioni                                                             | Album di provenienza            |
| --- | ------------------------------------------------ | ------------------------------- | ------------------------------- | ------------------------------- | ------------------------------- | ------------------------------- | ------------------------------- | ------------------------------- | ------------------------------- | ------------------------------- | ------------------------------- | ------------------------------- | ------------------------------- | ------------------------------- | ------------------------------- | ------------------------------- | -------------------------------------------------------------------------- | ------------------------------- |
| 2000 | Live (for the One I Love)                        | —                               | —                               | —                               | —                               | —                               | 63                              | —                               | —                               | —                               | 89                              | —                               | 82                              | —                               | —                               | —                               |                                                                            | All the Way... A Decade of Song |
| 2000 | The First Time Ever I Saw Your Face              | —                               | —                               | —                               | —                               | —                               | —                               | —                               | —                               | —                               | —                               | —                               | —                               | 19                              | —                               | —                               |                                                                            | All the Way... A Decade of Song |
| 2000 | I Want You to Need Me                            | —                               | —                               | —                               | 1                               | 19                              | —                               | —                               | —                               | —                               | 49                              | —                               | 40                              | —                               | —                               | 12                              |                                                                            | All the Way... A Decade of Song |
| 2000 | If Walls Could Talk                              | —                               | —                               | —                               | —                               | —                               | —                               | —                               | —                               | —                               | —                               | —                               | —                               | —                               | —                               | —                               |                                                                            | All the Way... A Decade of Song |
| 2000 | Don't Save It All for Christmas Day              | —                               | —                               | —                               | —                               | —                               | —                               | —                               | —                               | —                               | —                               | —                               | —                               | —                               | —                               | —                               |                                                                            | These Are Special Times         |
| 2002 | A New Day Has Come                               | 19                              | 14                              | 13                              | 2                               | —                               | 23                              | 6                               | 10                              | —                               | 20                              | 1                               | 2                               | 7                               | 22                              | 1                               | - Australiaː Oro - Norvegiaː Oro - Regno Unitoː Argento - Stati Unitiː Oro | A New Day Has Come              |
| 2002 | I'm Alive                                        | 30                              | 2                               | 2                               | 21                              | —                               | 7                               | 4                               | 25                              | —                               | 35                              | 2                               | 7                               | 17                              | —                               | 6                               | - Belgioː Platino - Franciaː Oro                                           | A New Day Has Come              |
| 2002 | Goodbye's (The Saddest Word)                     | —                               | 39                              | 36                              | —                               | —                               | —                               | 56                              | 30                              | —                               | 38                              | 17                              | 35                              | 38                              | —                               | 27                              |                                                                            | A New Day Has Come              |
| 2002 | Aun Existe Amor                                  | —                               | —                               | —                               | —                               | —                               | —                               | —                               | —                               | —                               | —                               | —                               | —                               | —                               | —                               | —                               |                                                                            | A New Day Has Come              |
| 2002 | At Last                                          | —                               | —                               | —                               | —                               | —                               | —                               | —                               | —                               | —                               | —                               | —                               | —                               | —                               | —                               | 16                              |                                                                            | A New Day Has Come              |
| 2003 | I Drove All Night                                | 22                              | 1                               | 18                              | 1                               | —                               | 22                              | 22                              | 14                              | —                               | 24                              | 1                               | 11                              | —                               | 45                              | 7                               | - Australiaː Oro - Belgioː Oro                                             | One Heart                       |
| 2003 | Have You Ever Been in Love                       | —                               | —                               | —                               | —                               | —                               | —                               | —                               | —                               | —                               | —                               | 12                              | —                               | —                               | —                               | 2                               |                                                                            | One Heart                       |
| 2003 | One Heart                                        | 75                              | 37                              | —                               | —                               | —                               | 63                              | 56                              | —                               | —                               | 78                              | 23                              | 36                              | 27                              | —                               | —                               |                                                                            | One Heart                       |
| 2003 | Stand by Your Side                               | —                               | —                               | —                               | —                               | —                               | —                               | —                               | —                               | —                               | —                               | —                               | —                               | —                               | —                               | 17                              |                                                                            | One Heart                       |
| 2003 | Tout l'or des hommes                             | —                               | 29                              | 5                               | 2                               | —                               | 3                               | 77                              | —                               | —                               | 100                             | 1                               | 10                              | —                               | —                               | —                               | - Franciaː Argento                                                         | 1 fille & 4 types               |
| 2003 | Faith                                            | —                               | —                               | —                               | —                               | —                               | —                               | —                               | —                               | —                               | —                               | 5                               | —                               | —                               | —                               | —                               |                                                                            | One Heart                       |
| 2004 | Et je t'aime encore                              | —                               | —                               | 14                              | —                               | —                               | 16                              | —                               | —                               | —                               | —                               | 4                               | 31                              | —                               | —                               | —                               |                                                                            | 1 fille & 4 types               |
| 2004 | Contre nature                                    | —                               | —                               | —                               | —                               | —                               | —                               | —                               | —                               | —                               | —                               | 22                              | —                               | —                               | —                               | —                               |                                                                            | 1 fille & 4 types               |
| 2004 | You and I                                        | —                               | —                               | —                               | —                               | 1                               | —                               | —                               | —                               | —                               | —                               | 5                               | —                               | —                               | —                               | 16                              |                                                                            | A New Day... Live in Las Vegas  |
| 2004 | Beautiful Boy                                    | —                               | —                               | —                               | —                               | 23                              | —                               | —                               | —                               | —                               | —                               | 18                              | —                               | —                               | —                               | 16                              |                                                                            | Miracle                         |
| 2004 | Miracle                                          | —                               | —                               | —                               | —                               | —                               | —                               | —                               | —                               | —                               | —                               | —                               | —                               | —                               | —                               | —                               |                                                                            | Miracle                         |
| 2004 | Je lui dirai                                     | —                               | —                               | —                               | —                               | —                               | —                               | —                               | —                               | —                               | —                               | —                               | —                               | —                               | —                               | —                               |                                                                            | Miracle                         |
| 2005 | In Some Small Way                                | —                               | —                               | —                               | —                               | 14                              | —                               | —                               | —                               | —                               | —                               | 5                               | —                               | —                               | —                               | 28                              |                                                                            | Miracle                         |
| 2005 | Je ne vous oublie pas                            | —                               | —                               | 4                               | —                               | 23                              | 2                               | —                               | —                               | —                               | —                               | 2                               | 21                              | —                               | —                               | —                               | - Franciaː Argento                                                         | On ne change pas                |
| 2006 | Tous les secrets                                 | —                               | —                               | 33                              | —                               | —                               | 20                              | —                               | —                               | —                               | —                               | 16                              | 75                              | —                               | —                               | —                               |                                                                            | On ne change pas                |
| 2006 | I Believe in You (Je crois en toi) con Il Divo   | —                               | —                               | —                               | —                               | —                               | 30                              | —                               | —                               | —                               | —                               | —                               | 35                              | —                               | —                               | 31                              |                                                                            | On ne change pas                |
| 2007 | Et s'il n'en restait qu'une (je serais celle-là) | —                               | —                               | 4                               | —                               | 28                              | 1                               | —                               | —                               | —                               | —                               | 2                               | 34                              | —                               | —                               | —                               |                                                                            | D'elles                         |
| 2007 | Immensité                                        | —                               | —                               | —                               | —                               | 30                              | —                               | —                               | —                               | —                               | —                               | 8                               | —                               | —                               | —                               | —                               |                                                                            | D'elles                         |
| 2007 | On s'est aimé à cause                            | —                               | —                               | —                               | —                               | 23                              | —                               | —                               | —                               | —                               | —                               | 6                               | —                               | —                               | —                               | —                               |                                                                            | D'elles                         |
| 2007 | Taking Chances                                   | 60                              | —                               | 29                              | 9                               | 1                               | 7                               | 25                              | 5                               | —                               | 100                             | 1                               | 5                               | 40                              | 54                              | 6                               | - Canadaː Oro                                                              | Taking Chances                  |
| 2008 | Eyes on Me                                       | —                               | —                               | —                               | —                               | —                               | —                               | —                               | —                               | —                               | —                               | —                               | —                               | 113                             | —                               | —                               |                                                                            | Taking Chances                  |
| 2008 | A World to Believe In con Yuna Ito               | —                               | —                               | —                               | —                               | —                               | —                               | —                               | —                               | 8                               | —                               | —                               | —                               | —                               | —                               | —                               |                                                                            | Taking Chances                  |
| 2008 | The Prayer con Josh Groban                       | —                               | —                               | —                               | 37                              | —                               | —                               | —                               | —                               | —                               | —                               | —                               | —                               | —                               | 70                              | —                               |                                                                            | Singolo non promozionale        |
| 2008 | Alone                                            | —                               | —                               | —                               | 57                              | 7                               | —                               | —                               | —                               | —                               | —                               | 5                               | —                               | 85                              | —                               | —                               |                                                                            | Taking Chances                  |
| 2008 | My Love                                          | —                               | —                               | —                               | 67                              | 8                               | —                               | —                               | —                               | —                               | —                               | 13                              | —                               | —                               | —                               | 15                              |                                                                            | My Love: Essential Collection   |
| Il simbolo "—" denota che la traccia non è stata presente in classifica, oppure non è stata distribuita nel paese contrassegnato. |                                                  |                                 |                                 |                                 |                                 |                                 |                                 |                                 |                                 |                                 |                                 |                                 |                                 |                                 |                                 |                                 |                                                                            |                                 |

## Anni 2010
| Anno | Titolo del singolo                             | Posizioni massime in classifica | Posizioni massime in classifica | Posizioni massime in classifica | Posizioni massime in classifica | Posizioni massime in classifica | Posizioni massime in classifica | Posizioni massime in classifica | Posizioni massime in classifica | Posizioni massime in classifica | Posizioni massime in classifica | Posizioni massime in classifica | Posizioni massime in classifica | Posizioni massime in classifica | Posizioni massime in classifica | Posizioni massime in classifica | Certificazioni                      | Album di provenienza              |
| Anno | Titolo del singolo                             | AUS                             | BEL (VLG)                       | BEL (WAL)                       | CAN                             | CAN (A.C.)                      | FRA                             | GER                             | ITA                             | JPN                             | NLD                             | QC                              | SWI                             | UK                              | USA                             | USA (A.C.)                      | Certificazioni                      | Album di provenienza              |
| --- | ---------------------------------------------- | ------------------------------- | ------------------------------- | ------------------------------- | ------------------------------- | ------------------------------- | ------------------------------- | ------------------------------- | ------------------------------- | ------------------------------- | ------------------------------- | ------------------------------- | ------------------------------- | ------------------------------- | ------------------------------- | ------------------------------- | ----------------------------------- | --------------------------------- |
| 2012 | Parler à mon père                              | —                               | —                               | 11                              | 53                              | 29                              | 8                               | —                               | —                               | —                               | —                               | 1                               | 25                              | —                               | —                               | —                               |                                     | Sans attendre                     |
| 2012 | Le miracle                                     | —                               | —                               | 27                              | —                               | 21                              | 77                              | —                               | —                               | —                               | —                               | 1                               | —                               | —                               | —                               | —                               |                                     | Sans attendre                     |
| 2013 | Qui peut vivre sans amour?                     | —                               | —                               | —                               | —                               | 41                              | —                               | —                               | —                               | —                               | —                               | 7                               | —                               | —                               | —                               | —                               |                                     | Sans attendre                     |
| 2013 | Loved Me Back to Life                          | —                               | —                               | 25                              | 26                              | 39                              | 32                              | 38                              | —                               | —                               | —                               | 29                              | 25                              | 14                              | —                               | 24                              | - Canadaː Oro                       | Loved Me Back to Life             |
| 2013 | Breakaway                                      | —                               | —                               | —                               | —                               | —                               | —                               | —                               | —                               | —                               | —                               | —                               | —                               | —                               | —                               | —                               |                                     | Loved Me Back to Life             |
| 2013 | Incredible con Ne-Yo                           | —                               | —                               | —                               | —                               | 24                              | —                               | —                               | —                               | —                               | —                               | 25                              | —                               | —                               | —                               | 25                              |                                     | Loved Me Back to Life             |
| 2014 | Water and a Flame                              | —                               | —                               | —                               | —                               | —                               | —                               | —                               | —                               | —                               | —                               | —                               | —                               | —                               | —                               | —                               |                                     | Loved Me Back to Life             |
| 2014 | Celle qui m'a tout appris                      | —                               | —                               | —                               | —                               | —                               | —                               | —                               | —                               | —                               | —                               | 27                              | —                               | —                               | —                               | —                               |                                     | Céline une seule fois / Live 2013 |
| 2016 | The Show Must Go On featuring Lindsey Stirling | —                               | —                               | —                               | 89                              | —                               | 23                              | —                               | —                               | —                               | —                               | —                               | —                               | —                               | —                               | —                               |                                     | Singolo non promozionale          |
| 2016 | Encore un soir                                 | —                               | —                               | 10                              | 92                              | —                               | 1                               | —                               | —                               | —                               | —                               | 1                               | 25                              | —                               | —                               | —                               | - Francia: Diamante - Svizzera: Oro | Encore un soir                    |
| 2016 | Recovering                                     | —                               | —                               | —                               | —                               | —                               | —                               | —                               | —                               | —                               | —                               | —                               | —                               | —                               | —                               | —                               |                                     | Singolo non promozionale          |
| Il simbolo "—" denota che la traccia non è stata presente in classifica, oppure non è stata distribuita nel paese contrassegnato. |                                                |                                 |                                 |                                 |                                 |                                 |                                 |                                 |                                 |                                 |                                 |                                 |                                 |                                 |                                 |                                 |                                     |                                   |

Note
- I singoli non promozionali sono brani usciti come singoli che non sono stati tratti da alcun album da promuovere. Alcuni di questi, dopo la loro pubblicazione, sono stati inseriti in compilation o in altri album successivi.

## Singoli in collaborazione con altri artisti
| Anno | Titolo del singolo                                                  | Posizioni massime in classifica | Posizioni massime in classifica | Posizioni massime in classifica | Posizioni massime in classifica | Posizioni massime in classifica | Posizioni massime in classifica | Posizioni massime in classifica | Posizioni massime in classifica | Posizioni massime in classifica | Posizioni massime in classifica | Posizioni massime in classifica | Posizioni massime in classifica | Posizioni massime in classifica | Posizioni massime in classifica | Posizioni massime in classifica | Certificazioni                                            | Album di provenienza       |
| Anno | Titolo del singolo                                                  | AUS                             | BEL (VLG)                       | BEL (WAL)                       | CAN                             | CAN (A.C.)                      | FRA                             | GER                             | ITA                             | JPN                             | NLD                             | QC                              | SWI                             | UK                              | USA                             | USA (A.C.)                      | Certificazioni                                            | Album di provenienza       |
| --- | ------------------------------------------------------------------- | ------------------------------- | ------------------------------- | ------------------------------- | ------------------------------- | ------------------------------- | ------------------------------- | ------------------------------- | ------------------------------- | ------------------------------- | ------------------------------- | ------------------------------- | ------------------------------- | ------------------------------- | ------------------------------- | ------------------------------- | --------------------------------------------------------- | -------------------------- |
| 1985 | Vois comme c'est beau con Claudette Dion                            | —                               | —                               | —                               | —                               | —                               | —                               | —                               | —                               | —                               | —                               | —                               | —                               | —                               | —                               | —                               |                                                           | Hymnes à l'amour: Volume 2 |
| 1989 | Can't Live With You, Can't Live Without You con Billy Newton-Davis  | —                               | —                               | —                               | 41                              | 12                              | —                               | —                               | —                               | —                               | —                               | —                               | —                               | —                               | —                               | —                               |                                                           | Spellbound                 |
| 1993 | Plus haut que moi con Mario Pelchat                                 | —                               | —                               | —                               | —                               | —                               | —                               | —                               | —                               | —                               | —                               | —                               | —                               | —                               | —                               | —                               |                                                           | Pelchat                    |
| 1994 | Love Lights the World con David Foster, Peabo Bryson, Color Me Badd | —                               | —                               | —                               | —                               | —                               | —                               | —                               | —                               | —                               | —                               | —                               | —                               | —                               | —                               | —                               |                                                           | Love Lights the World      |
| 1998 | It's Hard to Say Goodbye con Paul Anka                              | —                               | —                               | —                               | —                               | —                               | —                               | —                               | —                               | —                               | —                               | —                               | —                               | —                               | —                               | —                               |                                                           | A Body of Work             |
| 2001 | Sous le vent con Garou                                              | —                               | —                               | 1                               | 14                              | —                               | 1                               | —                               | —                               | —                               | 78                              | 1                               | 2                               | —                               | —                               | —                               | - Belgio: Platino - Francia: Diamante - Svizzera: Platino | Seul                       |
| 2006 | Tout près du bonheur con Marc Dupré                                 | —                               | —                               | —                               | —                               | —                               | —                               | —                               | —                               | —                               | —                               | 1                               | —                               | —                               | —                               | —                               |                                                           | Refaire le monde           |
| 2010 | Voler con Michel Sardou                                             | —                               | —                               | 48                              | —                               | —                               | —                               | —                               | —                               | —                               | —                               | —                               | —                               | —                               | —                               | —                               |                                                           | Être une femme 2010        |
| 2015 | L'hymne con Fred Pellerin                                           | —                               | —                               | —                               | —                               | —                               | —                               | —                               | —                               | —                               | —                               | —                               | —                               | —                               | —                               | —                               |                                                           | La guerre des tuques 3D    |
| Il simbolo "—" denota che la traccia non è stata presente in classifica, oppure non è stata distribuita nel paese contrassegnato. |                                                                     |                                 |                                 |                                 |                                 |                                 |                                 |                                 |                                 |                                 |                                 |                                 |                                 |                                 |                                 |                                 |                                                           |                            |

## Singoli promozionali di altri album
| Anno | Titolo del singolo                                 | Posizioni massime in classifica | Posizioni massime in classifica | Posizioni massime in classifica | Posizioni massime in classifica | Posizioni massime in classifica | Posizioni massime in classifica | Posizioni massime in classifica | Posizioni massime in classifica | Posizioni massime in classifica | Posizioni massime in classifica | Posizioni massime in classifica | Posizioni massime in classifica | Posizioni massime in classifica | Posizioni massime in classifica | Posizioni massime in classifica | Certificazioni | Album di provenienza                                    |
| Anno | Titolo del singolo                                 | AUS                             | BEL (VLG)                       | BEL (WAL)                       | CAN                             | CAN (A.C.)                      | FRA                             | GER                             | ITA                             | JPN                             | NLD                             | QC                              | SWI                             | UK                              | USA                             | USA (A.C.)                      | Certificazioni | Album di provenienza                                    |
| --- | -------------------------------------------------- | ------------------------------- | ------------------------------- | ------------------------------- | ------------------------------- | ------------------------------- | ------------------------------- | ------------------------------- | ------------------------------- | ------------------------------- | ------------------------------- | ------------------------------- | ------------------------------- | ------------------------------- | ------------------------------- | ------------------------------- | -------------- | ------------------------------------------------------- |
| 1985 | Dans la main d'un magicien/Listen to the Magic Man | —                               | —                               | —                               | —                               | —                               | —                               | —                               | —                               | —                               | —                               | —                               | —                               | —                               | —                               | —                               |                | Opération beurre de pinottes/The Peanut Butter Solution |
| 1985 | La ballade de Michel/Michael's Song                | —                               | —                               | —                               | —                               | —                               | —                               | —                               | —                               | —                               | —                               | —                               | —                               | —                               | —                               | —                               |                | Opération beurre de pinottes/The Peanut Butter Solution |
| 1996 | (You Make Me Feel Like) A Natural Woman            | —                               | —                               | —                               | 47                              | 4                               | —                               | —                               | —                               | —                               | —                               | —                               | —                               | —                               | —                               | 31                              |                | Tapestry Revisited: A Tribute to Carole King            |
| 1996 | Send Me a Lover                                    | —                               | —                               | —                               | —                               | —                               | —                               | —                               | —                               | —                               | —                               | —                               | —                               | —                               | —                               | 23                              |                | Women for Women 2                                       |
| 2001 | God Bless America                                  | —                               | —                               | —                               | —                               | —                               | —                               | —                               | —                               | —                               | —                               | —                               | —                               | —                               | —                               | 14                              |                | God Bless America                                       |
| 2004 | Ma Nouvelle-France                                 | —                               | —                               | —                               | —                               | —                               | —                               | —                               | —                               | —                               | —                               | 9                               | —                               | —                               | —                               | —                               |                | Nouvelle-France                                         |
| Il simbolo "—" denota che la traccia non è stata presente in classifica, oppure non è stata distribuita nel paese contrassegnato. |                                                    |                                 |                                 |                                 |                                 |                                 |                                 |                                 |                                 |                                 |                                 |                                 |                                 |                                 |                                 |                                 |                |                                                         |